# Sommarlovsmorgon
Sommarlovsmorgon ("Mañana de vacaciones de verano") es un programa de televisión sueco de niños, transmitido por Sveriges Television (SVT) en las vacaciones de los veranos a las mañanas (desde 2007 también a las noches). Desde 2011 el programa es también transmitido los sábados y domíngos. El Sommarlovsmorgon también transmite películas/programas.
El programa es también transmitido en vacaciones del Navidad, pero el programa del Navidad se llama Jullovsmorgon ("Mañana de vacaciones del Navidad").

## Programas de "Sommarlovsmorgon"
Según Svensk mediedatabas ("Base de datos de media de Suecia")
- 1978–1987 - Sommarmorgon
- 1988–1989 - Sommarlov
- 1990 - Sommarlov (presentadores: Gila Bergqvist, Jan Trolin, Ellinor Persson)
- 1991 - Sommarlov (presentadores: Gila Bergqvist, Peter Settman, Fredrik Granberg)
- 1992 - Volrammos
- 1993–1994 - Tippen
- 1995 - Sommarlov (presentadores: Sara y Erik Haag)
- 1996 - Kloak
- 1997 - Salve
- 1998 - Alarm
- 1999 - Mormors magiska vind
- 2000–2001 - Vintergatan
- 2002 - Högaffla Hage
- 2003 - Badeboda Bo
- 2004 - Sommarkåken
- 2005 - Sommarlov 05
- 2006–2008 - Hej hej sommar
- 2009 - Sommarlov 09
- 2010–2012 - Sommarlov (presentadora: Malin Olsson)